# Sappaphis sinipiricola
Sappaphis sinipiricola är en insektsart. Sappaphis sinipiricola ingår i släktet Sappaphis och familjen långrörsbladlöss. Inga underarter finns listade i Catalogue of Life.